# Strumigenys tococae
Strumigenys tococae är en myrart som beskrevs av Wheeler och Joseph Charles Bequaert 1929. Strumigenys tococae ingår i släktet Strumigenys och familjen myror. Inga underarter finns listade i Catalogue of Life.